# قراصنة ذو الشعر الأحمر
قراصنة ذو الشعر الأحمر هو طاقم قراصنة سيئ السمعة وقوي يحكم العالم الجديد، بقيادة ذو الشعر الأحمر شانكس ، وهو أحد الأباطرة الأربعة. هو أول طاقم قراصنة يظهر في المانغا والثالث (بعد قراصنة الفيدا وقراصنة مونكي دي لوفي) في الأنمي.
قبطان الطاقم شانكس هو أحد أهم وابرز الشخصيات في ون بيس ، فهو صديق الطفولة بالنسبة للوفي (بطل القصة) وهو المثل الاعلى عنده ويعتبر شخصية قوية ومؤثرة على مستوى المانغا والانمي.

## المظهر
يتميز غالبية افراد الطاقم بمظهر رجولي ووجوه كئيبة مع حضور شديد القوة وقامات عالية (تتعدى المترين) ، بعض الافراد من المدخنين، احدهم بدين الشكل وضخم البنية.

## الاعضاء
غالبية الاعضاء مجهولين، لم تظهر اسمائهم وقدراتهم لا في الانمي ولا في المانجا، الاعضاء الذين ظهرت اسمائهم وشخصياتهم هم : شانكس، بن بيكمان، لوكي رو، ياسوب، روكستار ، YAS

## القوة
القوة الدقيقة للطاقم ككل غير معروفة، ولكن نظرًا لأن قائدهم هو أحد الأباطرة الأربعة، فقد عرفوا كأحد أقوى أربعة طواقم قراصنة في العالم.
قراصنة الشعر الأحمر هم الأكثر توازناً كطاقم، لديهم مكافأة عالية في المتوسط. حصل الكابتن شانكس على مكافأة قدرها 4.048.900.000 بيلي بينما يُشار إلى ضباطه، بن بيكمان ولاكي رو وياسوب، باعتبارهم من الأسماء الكبيرة.
حصل روكستار على مكافأة قدرها 94.000.000 ولا يزال يعتبر مبتدئًا. لا تزال مكافآت كل فرد من أفراد الطاقم مجهولة. جاء أول تلميح لقوة الطاقم في وقت مبكر في القصة من ماضي لوفي.
عندما حاول زعيم اللصوص هيغوما تهديد شانكس بمكافأته البالغة 8 ملايين، لكن شانكس لم يكن خائفًا من الرجل، فقام هيغوما بتحطيم زجاجة نبيذ عليه، لكن شانكس وطاقمه لم يفعلوا شيئاً سوى الضحك بعد ان خرج قطاع الطرق .
في وقت لاحق، واجه بين بيكمان اللصوص وقضى عليهم جميعًا بسهولة، بعد لحظات، فعل شانكس شيئًا صادمًا أثناء إنقاذ لوفي من البحر - حيث أخاف ملك البحر بمجرد التحديق فيه، مستخدمًا نوع من الهاكي.
عندما جلب دراكول ميهوك، أحد أعضاء شيشيبوكاي، أخبارًا عن صعود لوفي إلى الشهرة، بدا أن أعضاء طاقمه الأصغر سنًا والأضعف مرعوبين من المبارز العظيم واقتربوا منه بحذر. ومع ذلك، بدا أن كبار الأعضاء (بما في ذلك شانكس، بن بيكمان، ياسوب، ولوكي رو) غير قلقين أو مزعوجين من زيارته.
لم يخشى شانكس اللحية البيضاء، الذي كان إمبراطورًا آخر ومعروفًا بأنه أقوى قرصان في العالم، في حين أن بعض قباطنة القراصنة يرتعدون بمجرد ذكر اسمه. كما استخدم روكستار اسم قبطانه لينقل إلى اللحية البيضاء أهمية الرسالة التي سلمها إليه.
العمق الحقيقي لقوة الطاقم هو أن الحكومة العالمية تخشى بشدة ما يمكن أن يحدث إذا تعاون قراصنة الشعر الأحمر وقراصنة اللحية البيضاء.
مباشرة بعد معركتهم مع كايدو في العالم الجديد، أبحروا إلى المارين فورد في يوم واحد فقط. عندما ظهر شانكس وطاقمه أخيرًا في المارينفورد، تمكنوا من إيقاف الحرب .
تمكن القبطان من إنقاذ كوبي من هجوم الأدميرال أكاينو بضرب سيفه فقط، وحتى بلاك بيرد المتعجرف (الذي عزز طاقمه وكان لديه فاكهتي شيطان) تجنب مقاتلة طاقم شانكس، وقال ببساطة إنهم لم يكونوا مستعدين لمقاتلتهم بعد.
تعتقد شارلوت لينلين أيضًا أنه من خلال القوة العسكرية المشتركة لقراصنة البيغ مام وجيش العمالقة التابعين لإلباف، والتي تشتهر بأنها الأقوى في العالم، سيكون لديها فرصة لقتل شانكس وطاقمه.

## التاريخ

### الماضي: بداية قراصنة الشعر الأحمر
قبل 24 عامًا بعد إعدام روجر في لوغتاون ، بدأ شانكس في وضع خطط لمسيرته في القرصنة. عرض على باغي الانضمام إلى طاقمه لكن الأخير رفض العمل معه وذهب الاثنان في طريقهما المنفصل.
قبل 22 عامًا من الجدول الزمني الحالي، سمع شانكس عن قناص ماهر اسمه ياسوب وذهب إلى قريته لضمه إلى طاقمه.

### لقاء مونكي دي لوفي
قبل اثني عشر عامًا من القصة الحالية، أمضى طاقم قراصنة الشعر الاحمر عامًا كاملاً في قرية لوفي وأصبحوا أصدقاء حميمين معه، مما أدى بلوفي إلى رغبته في أن يصبح جزءًا من طاقمهم. ومع ذلك، أخبره شانكس أنه ضعيف للغاية، مما أغضب لوفي .
كان شانكس أيضًا هو الشخص الذي زود لوفي عن غير قصد بفاكهة الشيطان ذات قدرة المطاط، حيث كانت داخل صندوق، فقام لوفي باخراجها واكلها بدون معرفة شيء عن نوع تلك الفاكهة .
عندما أزعجت مجموعة من قطاع الطرق الطاقم في الحانة، لم يقاتلوهم، وبمجرد مغادرتهم، انفجروا على الفور ضاحكين قائلين إن القراصنة جبناء. كان لوفي غاضبًا منهم لأنهم لم يقاتلوا، ولم يدرك أنه لا داعي للانتقام.
لاحقًا، بعد أن ظهر اللصوص مرة أخرى عندما كان الطاقم بعيدًا، سمعهم لوفي وهم يقولون أشياء سيئة عن شانكس وطاقمه حتى غضب لوفي وبدأ في إهانة قائدهم، هيغوما. فقام قطاع الطرق بإخضاعه بسهولة وحاولوا قتله .
ثم وصل شانكس وطاقمه وسيطروا على الوضع على الفور، وضربوا بسهولة كل قطاع الطرق. ومع ذلك، هرب الزعيم، هيغوما، إلى البحر من أجل قتل لوفي .
نظرًا لأن لوفي لم يستطع السباحة بسبب فاكهة الشيطان، فقد بدأ يغرق في الماء، كان ملك البحر على وشك أن يأكل لوفي، ثم اتى شانكس وابعد الوحش بمجرد التحديق بعينيه، حيث هرب الوحش مرعوباً منه، استطاع شانكس انقاذه ولكن ذراعه اليسرى قد قطعت .
لم يظهر شانكس أي ندم على ذلك، حتى أنه قال لـ اللحية البيضاء إنه كان يراهن على الجيل الجديد .
في وقت لاحق، عندما قرر الطاقم المغادرة أخيرًا، قال لوفي إنه لا يريد الانضمام إلى شانكس وطاقمه بعد الآن. قال لوفي إنه سيكون قرصانًا بمفرده، وقال شانكس بعد ذلك إنه لا توجد طريقة يمكن فيها أن يصبح قرصانًا.
أعلن لوفي على الفور نواياه في أن يصبح قرصانًا أعظم من شانكس وأن يصبح ملك القراصنة، لذلك أعطى شانكس قبعة القش المميزة له إلى لوفي وقال لوفي إنه سيرد الجميل له بمجرد أن يتفوق على شانكس كقرصان.
ارتبط أوسوب بقراصنة الشعر الأحمر من خلال والده ياسوب. عندما كان أوسوب صغيرًا، ترك ياسوب عائلته ليذهب إلى البحر، كما حثته زوجته. نظرًا لكيفية نشأته، فهم أوسوب أن والده غادر لمتابعة حلمه ولم يكن لديه أي نوايا سيئة ضده. في الواقع، هو ايضاً يريد أن يصبح قناصًا عظيمًا ومحاربًا في البحر مثله.

### لقاء ايس
بعد سنوات من لقاء لوفي، التقوا بورتجاس دي آيس، الذي شكر شانكس لإنقاذ أخيه الصغير. رد شانكس بإقامة حفلة للاحتفال، لأنه لم يكن يعلم أن لوفي لديه أخ. في وقت لاحق، قام دراكول ميهوك بزيارة شانكس، مما صدم عددًا قليلاً من أفراد طاقم شانكس الأضعف.
جلب الشيتشيبوكاي ميهوك أخبارًا أسعدت القرصان ذي الشعر الأحمر، حيث حصل لوفي على مكافأة قدرها 30.000.000. بعد سماعه أن لوفي قد وصل أخيرًا، أقام شانكس حفلة أخرى على الرغم من أنه كان بالفعل ثملاً من جلسة الشرب السابقة.

### ارك جايا
في وقت لاحق، أرسل شانكس رسالة إلى اللحية البيضاء تم تسليمها بواسطة أحدث عضوه عندهم روكستار. رفض اللحية البيضاء قراءتها، لأن شانكس لم يسلمها بنفسه . كانت محتويات الرسالة مجهولة، على الرغم من أن اللحية البيضاء افترض أنها كانت عن ايس واللحية السوداء.
التقى شانكس مع اللحية البيضاء في وقت لاحق ليطلب منه معاودة الاتصال بـ ايس واعادته . وكشف أن اللحية السوداء هو من سبب الندوب التي على وجهه، مشيرًا إلى أن ذلك لم يكن بسبب إهماله وموضحاً خطر اللحية السوداء على ايس .
خشيت الحكومة العالمية من أن الطواقم قد تقرر تشكيل تحالف مع بعضها البعض، لكنها قررت ببساطة مراقبة تصرفاتهم في الوقت الحالي.

### آرك المارينفورد
لاحقاً، وصلوا إلى المارينفورد، حيث أوقف شانكس الأدميرال من قتل كوبي، وأوقف بيكمان الأدميرال كيزارو من إطلاق الليزر على الغواصة التي كان لوفي على متنها. نظرًا لوجود شانكس وطاقمه، اختار مشاة البحرية عدم تحديهم حيث وقراصنة اللحية السوداء المارينفورد بعد قولهم بأنهم لا يستطعيون مقاتلة طاقم الشعر الاحمر حالياً وأعلن سينجوكو نهاية الحرب بعدها.

### بعد السنتين
بعد فترة السنتين، قام يوستاس كابتن كيد بمواجهة طاقم قراصنة الشعر الاحمر مما تسبب بفقدانه لذراعه اليسرى.

### آرك دريسروزا
بعد الأحداث التي وقعت في دريسروزا، تلقى قراصنة الشعر الأحمر نبأ إنجاز طاقم قبعة القش وترافالغار لاو بهزيمة الشيشبوكاي دوفلامينغو في دريسروزا بالإضافة إلى زيادة مكافآتهم.

### آرك الريفيري
مع انتشار أخبار انجازات لوفي في توتو لاند التي انتشرت في جميع أنحاء العالم، قرأ شانكس الصحيفة . ثم ذهب لاحقًا إلى القلعة المقدسة للتحدث إلى الحكماء الخمسة عن قرصان معين.